# The McCue Company
The McCue Company war ein US-amerikanischer Hersteller von Fahrzeugen.

## Unternehmensgeschichte
Das Unternehmen wurde kurz nach 1900 in Hartford in Connecticut gegründet. Zunächst stellte es Kutschen her. 1908 kamen Teile für Automobile dazu. Ab 1909 entstanden komplette Automobile. Der Markenname lautete McCue. Viele Teile stammten von der Billings & Spencer Company. Die Parker Motor Company aus der gleichen Stadt lieferte viele der Motoren. Die Verkaufszahlen waren gering. 1911 endete die Produktion. Zu der Zeit war Charles T. McCue Präsident und F. C. Billings Vizepräsident.
Im Spätsommer 1911 kam es zur Fusion mit der Superior Axle & Forge Company aus Buffalo. Die neue Gesellschaft McCue Manufacturing Company stellte Achsen für Personenkraftwagen und Lastkraftwagen her. Charles T. McCue gab 1913 seinen Präsidentenposten auf. Im Spätsommer 1913 erfolgte die Übernahme durch die Houk Wire Wheel Company.

## Fahrzeuge
1909 bestand das Sortiment aus drei Modellen. Gemeinsamkeit war der Vierzylindermotor mit 30 PS Leistung, das Dreiganggetriebe und Kardanantrieb. Bei Model C betrug der Radstand 295 cm. Der Aufbau war ein offener Tourenwagen. Das Model D als Gentlemen’s Roadster hatte 297 cm Radstand. Das Model F war ein Runabout mit 274 cm Radstand.
Von 1910 bis 1911 gab es zwei Modelle. Der Vierzylindermotor leistete 40 PS. Das Fahrgestell hatte einheitlich 312 cm Radstand. Model 6 war als viersitziger Torpedo karosseriert und Model XXX als fünfsitziger Tourenwagen.

## Modellübersicht
| Jahr      | Modell    | Zylinder | Leistung (PS) | Radstand (cm) | Aufbau               |
| --------- | --------- | -------- | ------------- | ------------- | -------------------- |
| 1909      | Model C   | 4        | 30            | 295           | Tourenwagen          |
| 1909      | Model D   | 4        | 30            | 297           | Gentlemen’s Roadster |
| 1909      | Model F   | 4        | 30            | 274           | Runabout             |
| 1910–1911 | Model 6   | 4        | 40            | 312           | Torpedo 4-sitzig     |
| 1910–1911 | Model XXX | 4        | 40            | 312           | Tourenwagen 5-sitzig |